# Liste des stations de radio à Saint-Marin
Cet article présente la liste des radios qui émettent et peuvent être captées à Saint-Marin. Les stations de radio qui émettent en Italie depuis Verucchio (à 3 km), Montescudo (à 7 km), Monte Grimano (à 7 km) et Piobbico (à 42 km) peuvent le mieux être captées à Saint-Marin.

## Radios publiques

### Radio-télévision de la république de Saint-Marin
- Radio San Marino (Saint-Marin)
- Radio San Marino Classic (Saint-Marin)

### Radio Audizioni Italiane(Rai, Italie)
- Rai Radio 1 (Rome) : radio généraliste ; sur 94.7 MHz (de Piobbico)
- Rai Radio 2 (Rome) : radio populaire de divertissement ; sur 96.6 (de Piobbico)
- Rai Radio 3 (Rome) : radio classique ; sur 98.7 MHz (de Piobbico)

## Autres radios recevables

### Verucchio
- Radio Monte-Carlo
- Radio LatteMiele
- Radio Radicale
- Veronica MyRadio
- Radio 105 Network
- Radio Deejay (Milan) : depuis 1982
- m2o
- Radio Evangelo
- Radio Gamma
- Radio Maria

### Montescudo
- Radio Studio Delta
- Radio Delta
- Radio Centrale
- Radio Bruno
- Radio Italia Solo Musica Italiana

### Monte Grimano
- Radio Italia Anni 60
- Radio Capital
- Radio Kiss Kiss
- R101
- Virgin Radio (Milan) : depuis 2007